# محمية مائية

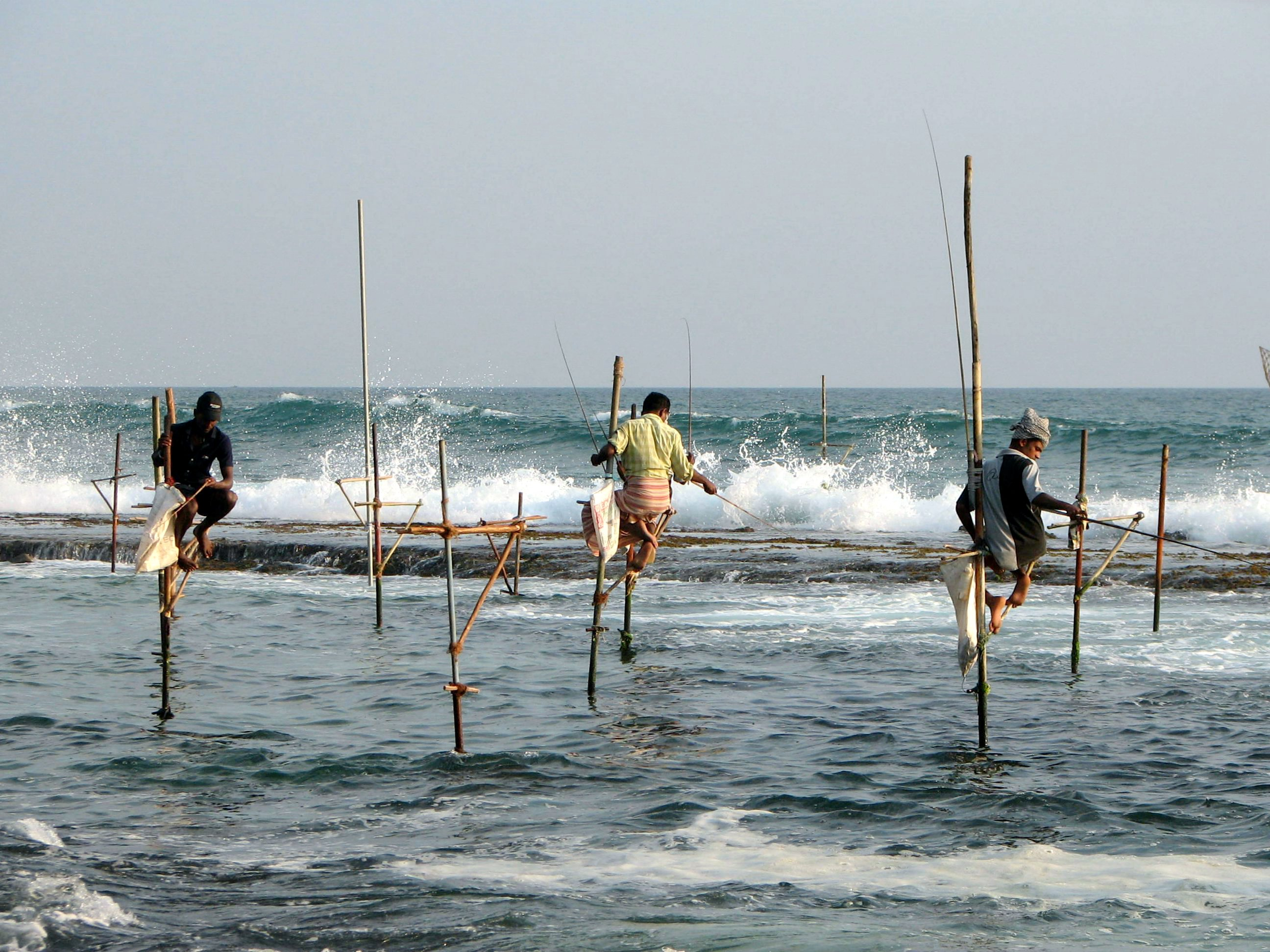

المحمية البحرية أو المحمية المائية هي عبارة عن منطقة بحرية محمية بقوانين تمنع الصيد أو التنمية فيها. اعتبارًا من عام 2007، خُصص أقل من 1% من المحيطات في العالم كمحميات بحرية. تشمل الفوائد زيادة في التنوع والكثافة والكتلة الحيوية وحجم الجسم والقدرة التناسلية لمصايد الأسماك وغيرها من الأنواع ضمن حدودها.
اعتبارًا من عام 2010، درس العلماء أكثر من 150 محمية بحرية في 61 دولة على الأقل ورصدوا التغيرات البيولوجية داخل المحميات. تراوح عدد الأنواع في كل دراسة من 1 إلى 250 وتراوحت المحميات في الحجم من 0.006 إلى 800 كيلومتر مربع (0.002 إلى 310 ميل مربع). في عام 2014 تبنت الرابطة العالمية للحدائق هدفًا يتمثل في إنشاء منطقة حظر تعادل 30% من كل موطن عالميًا.

## التصميم
توضح مراجعة لدراسة أُجريت على 34 عائلة (210 أنوع) من أسماك الشعاب المرجانية أن تصميم المحمية البحرية له آثار مهمة على قدرتها على حماية المواطن والأجناس الرئيسية.

### الحجم والشكل
شملت المحميات الفعالة المواطن التي تدعم تاريخ حياة الأجناس الرئيسية (منطقة الصيد، وأراضي التفريخ، وممرات الهجرة، وتجمعات التفقيس) وكانت موجودة لاستيعاب أنماط الحركة فيما بينها.
تختلف أنماط الحركة (منطقة الصيد والتحولات الجينية وتجمعات التفقيس) ضمن الأنواع وفيما بينها، وتتأثر بعوامل مثل الحجم والجنس والسلوك والكثافة وخصائص المواطن والموسم والمد والجزر والوقت من اليوم. على سبيل المثال، تسافر أسماك الدامزيل والأسماك الفراشة وأسماك الملائكة أقل 0.1 - 0.5 كم، بينما تهاجر بعض أسماك القرش والتونة على بعد آلاف الكيلومترات. تميل مسافات انتشار اليرقات لأن تكون أقل من 5-15 كم، والتجمع الذاتي ضمن مواطن جديدة شائع أيضًا.
توضح المراجعة أن حجم المحميات البحرية الفعالة أكبر بضعفين من مناطق الصيد للأجناس الرئيسية/المستهدفة (في جميع الاتجاهات). إن وجود إدارة بحرية فعالة خارج المحمية قد يتيح المجال لإنشاء محميات أصغر. تنطبق التوصيات بخصوص حجم المحميات على المواطن المخصصة للأجناس الرئيسية لا الحجم الكلي. على سبيل المثال، تتطلب أنواع الشعاب المرجانية مواطن مخصصة لها عوضًا عن منابت الأعشاب البحرية أو المحيط المفتوح.
تستفيد المحميات البحرية التي تكون حدودها غنية بالأسماك بشكل كبير من الأشكال المدمجة (مثل المربعات أو الدوائر بدلًا من المستطيلات الطويلة). بما في ذلك الوحدات البيئية الكاملة (مثل الشعاب المرجانية الخارجية) التي يمكن أن تقلل الصادرات عندما يتطلب الأمر.

### المواطن
لم تُحدد الحدود الدنيا للأحجام السكانية المستدامة لمعظم التجمعات البحرية. بدلًا من ذلك، يستخدم علماء البيئة في مصايد الأسماك الجزء من المستويات المخزنة غير المكتملة كبديل. تشير التحليلات الوصفية إلى أن الحفاظ على مستوى للتجمعات أكثر من 37% تقريبًا من هذه المستويات يضمن عمومًا تجمعات مستقرة، على الرغم من أن الفروق في ضغط الصيد تسمح بوجود أجزاء صغيرة لدرجة 10% أو كبيرة بدرجة 40% (لحماية أنواع مثل أسماك القرش والهامور التي يكون إنتاجها التناسلي أقل ونضجها أبطأ). قد تحمي الأجزاء الأكبر من المواطن المناطق المعرضة للاضطرابات كالأعاصير المدارية والتغيرات المناخية. يمكن أن تحقق نسبة 20-30% من الحماية أهداف مصايد الأسماك في المناطق التي يسيطر عليها ضغط الصيد، وهي الحد الأدنى من حماية المواطن التي أوصت بها اللجنة العالمية للمناطق المحمية والاتحاد الدولي لحفظ الطبيعة.

### مناطق خاصة
يلجأ العديد من أنواع الأسماك إلى التجمع لتسهيل التفريخ، هذه التجمعات يمكن التنبؤ بها من الناحية المكانية والزمانية وتزيد من تعرض الأنواع للصيد الجائر. تنتقل بعض الأنواع مثل الهامور وسمك الأرانب لمسافات طويلة للتجمع لعدة أيام أو أسابيع. هذه التجمعات هي فرصتهم الوحيدة للتكاثر وهي ضرورية للحفاظ على التجمع السكاني. تتجمع بعض الأنواع كسمك الببغاء والنهاش للتغذية والراحة. قد تتطلب هذه المناطق الخاصة حماية موسمية فقط في حالة عدم وجود أنشطة حيوية في أوقات أخرى. يجب أن تكون مثل هذه المحميات متباعدة للسماح للأنواع الرئيسية بالتنقل فيما بينها. في حال كان موقع هذه المناطق الخاصة غير معروف أو أكبر من أن يُضمن في المحمية، فقد توفر مناهج الإدارة مثل الاحتجاز الموسمي أو تقييد المبيعات بعض الحماية. مناطق تعشيش السلاحف البحرية، ومناطق تغذية الأطوم، وممرات هجرة الحيتان ومناطق الولادة هي أمثلة عن المناطق الخاصة التي يمكن حمايتها موسميًا.

### التجمعات السكانية المعزولة
التجمعات السكانية المعزولة (كتلك الموجودة في الجزر المرجانية النائية) لها قيمة عالية للحفظ حيث تأوي الأنواع المستوطنة و/أو التجمعات الفريدة. الموقع أو التجمع السكاني على بعد 20 إلى 30 كم من أقرب جار له يعتبر عمومًا معزولًا في حالة عدم وجود تيار ربط مستمر. تتطلب عزلتهم (الدرجة القليلة من الاتصال) أن تكون هذه المناطق متجددة ذاتيًا إلى حد كبير. هذا يجعلها أقل قدرةً على الصمود في وجه المضايقات. وتتطلب المحافظة على أنواعها البحرية حماية جزء كبير من مناطق المعيشة.

### التعافي
تعتمد معدلات تعافي أنواع أسماك الشعاب المرجانية (بعد الصيد الجائر على سبيل المثال) على تاريخ حياتها وعوامل مثل الخصائص البيئية وكثافة الصيد وحجم التجمع السكاني. في مثلث المرجان، تميل الأنواع ذات المستويات التغذوية الأخفض وذات الحجم الأقصى الأصغر ومعدلات النمو والنضج الأسرع ومعدل الحياة الأقصر إلى التعافي بشكل أسرع من الأنواع ذات الخصائص المعاكسة.
تسمح الحماية طويلة الأمد للأنواع ذات معدلات التعافي الأبطأ بتحقيق صحة النظام الإيكولوجي وما يرتبط بها من فوائد مصائد الأسماك والمحافظة عليها. تحمي الحماية الدائمة هذه الأنواع على المدى الطويل، في حين لا تسمح أشكال الحماية قصيرة الأمد للأنواع التي تتعافى ببطء بتحقيق أعداد مستقرة.
في بعض بلدان مثلث المرجان (على سبيل المثال، بابوا غينيا الجديدة وجزر سليمان)، تعد أشكال الحماية قصيرة الأمد أكثر أشكال الإدارة التقليدية للموارد البحرية شيوعًا. يمكن أن تساعد أشكال الحماية هذه في معالجة المشكلات في المستويات التغذوية المنخفضة (مثل الحيوانات العاشبة) أو السماح للنجاح في عملية التفريخ. تشمل الأسباب الأخرى لاعتماد وسائل حماية قصيرة الأجل السماح للمجتمعات بتخزين الموارد من أجل الأعياد أو المناطق القريبة لأسباب ثقافية. قد تفيد المحميات الدورية/قصيرة الأمد كضمان جزئي عن طريق تعزيز قدرة النظام الإيكولوجي الشاملة على مواجهة الكوارث.

### الممارسات المحلية
تهدد الممارسات المحلية، مثل الصيد الجائر والصيد بالتفجير والصيد بشباك الجر والتنمية الساحلية والتلوث، العديد من المواطن البحرية. تسيء هذه التهديدات إلى صحة النظام البيئي وإنتاجيته وتؤثر سلبًا على الأنواع الرئيسية والأنواع الأخرى. يمكن تخفيف بعض الممارسات التي تتجاوز حدود المحمية (مثل الجريان السطحي) من خلال النظر في آثارها ضمن أطر الإدارة الأوسع. قد تكون المناطق التي لا تهددها مثل هذه الممارسات، والتي تكون مجاورة لمناطق أخرى غير مهددة، خياراتٍ أفضل للمحميات.

## الشبكات
يمكن لشبكات المحميات البحرية أن تدعم كل من إدارة مصايد الأسماك وحفظ التنوع البيولوجي. يجب أن يراعي حجم ومساحة وموقع المحمية ضمن الشبكة انتشارَ اليرقات وأنماط الحركة للأنواع الواجب حمايتها.

### التصميم
تركز الإرشادات البيئية الحالية لتصميم الشبكات بشكل مستقل على تحقيق أهداف المصايد أو التنوع البيولوجي أو تغير المناخ أو مزيج من مصايد الأسماك والتنوع البيولوجي أو التنوع البيولوجي ومصايد الأسماك. هذه الأهداف الثلاثة لها آثار مختلفة على تصميم الشبكات. والأهم هو حجم المحمية ومدة الحماية (عمليات الإغلاق الدائمة أو طويلة الأمد أو قصيرة الأمد أو الدورية).

#### التنوع
يتضمن الحفاظ على التنوع حماية جميع الأنواع، يتضمن ذلك عمومًا حماية النماذج المناسبة لكل موطن رئيسي (على سبيل المثال، كل نوع من الشعاب المرجانية وأشجار المانغروف والأعشاب البحرية).
للتصدي للتنوع البيولوجي أو تغير المناخ، يوصى بالمحميات من 4 إلى 20 كيلومترًا لأنها تحمي أعدادا أكبر من الأنواع الأخرى.